# مامقا بینه
مامقا بینه (به لاتین: Mamqabinə، به آواری: Мамкъаб) یک منطقه مسکونی در جمهوری آذربایجان است که در شهرستان زاقاتالا واقع شده است.